# Film in 1909
Dit artikel gaat over de film in het jaar 1909.

## Gebeurtenissen
- Verscheidende acteurs die uitgroeiden tot legendarische supersterren hebben in 1909 hun filmdebuut. Hieronder vallen bijvoorbeeld Matsunosuke Onoe en Mary Pickford.

## Lijst van films
| - The Adventures of Lieutenant Rose - And a Little Child Shall Lead Them (korte film) - At the Altar (USA, korte film) - The Awakening (USA, korte film) - A Baby's Shoe (korte film) - The Better Way (korte film) - Bill Sharkey's Last Game (korte film) - The Brahma Diamond (korte film) - The Broken Locket (USA, korte film) - A Burglar's Mistake (korte film) - The Cardinal's Conspiracy (USA, korte film) - A Change of Heart (USA, korte film) - The Children's Friend (korte film) - Choosing a Husband (korte film) - Comata, the Sioux (korte film) - Confidence (korte film) - A Convict's Sacrifice (korte film) - The Cord of Life (korte film) - A Corner in Wheat (USA, korte film) - The Country Doctor (USA, korte film) - The Cowboy Millionaire (USA) - The Cricket on the Hearth (korte film) - The Criminal Hypnotist (korte film) - The Curtain Pole (USA, korte film) - The Day After (korte film) - The Death Disc: A Story of the Cromwellian Period (USA, korte film) - The Deception (korte film) - The Drive for a Life (USA, korte film) - A Drunkard's Reformation (USA, korte film) - The Eavesdropper (korte film) - Edgar Allan Poe (korte film) - Eloping with Auntie (korte film) - Eradicating Aunty (korte film) - The Expiation (korte film) - The Faded Lilies (USA, korte film) - A Fair Exchange (USA, korte film) - The Fascinating Mrs. Francis (korte film) - A Fool's Revenge (korte film) - Fools of Fate (USA, korte film) - The French Duel (korte film) - The Friend of the Family (korte film) - Getting Even (USA, korte film) - The Gibson Goddess (korte film) - The Girls and Daddy (korte film) - The Golden Louis (USA, korte film) - De Greep (NL) - The Heart of an Outlaw (korte film) - Her First Biscuits (USA, korte film) - The Hessian Renegades (USA, korte film) - The Hindoo Dagger (korte film) - His Duty (korte film) - His Lost Love (USA, korte film) - His Ward's Love (korte film) - His Wife's Mother (korte film) - His Wife's Visitor (USA, korte film) - The Honor of Thieves (korte film) - I Did It (korte film) - In a Hempen Bag (korte film) - In Little Italy (korte film) - In Old Kentucky (USA, korte film) - In the Watches of the Night (USA, korte film) - In the Window Recess (korte film) - The Indian Runner's Romance (USA, korte film) - Jealousy and the Man (korte film) - The Jilt (korte film) - Jones and His New Neighbors (korte film) - Jones and the Lady Book Agent (korte film) - The Joneses Have Amateur Theatricals (korte film) - Les Joyeux microbes (FR) - Lady Helen's Escapade (USA, korte film) - Leather Stocking (korte film) - The Light That Came (korte film) - Lines of White on a Sullen Sea (korte film) - The Little Darling (USA, korte film) - The Little Teacher (korte film) - Le Locataire diabolique (FR) - The Lonely Villa (USA, korte film) - Love Finds a Way (korte film) - Lucky Jim (korte film) - Der Luftkrieg der Zukunft (UK, aka The Airship Destroyer) - The Lure of the Gown (korte film) | - Macbeth (FR) - Mamma (korte film) - The Maniac Cook (korte film) - The Medicine Bottle (korte film) - The Mended Lute (korte film) - The Message (korte film) - The Mexican Sweethearts (korte film) - A Midnight Adventure (USA, korte film) - A Midsummer Night's Dream (USA, aka Een midzomernachtsdroom) - The Mills of the Gods (korte film) - The Mountaineer's Honor (korte film) - Mr. Flip (USA) - Mr. Jones' Burglar (korte film) - Mr. Jones Has a Card Party (korte film) - Mrs. Jones Entertains (korte film) - Mrs. Jones' Lover (korte film, aka I Want My Hat) - The Necklace (USA, boekverfilming, korte film) - Nerone (IT) - A New Trick (USA, korte film) - The Note in the Shoe (korte film) - Nursing a Viper (korte film) - Oh, Uncle! (USA, korte film) - Oliver Twist (UK) - One Busy Hour (korte film) - One Touch of Nature (korte film) - The Open Gate (korte film) - The Peach-Basket Hat (USA, korte film) - Pippa Passes (korte film, aka The Song of Conscience) - The Politician's Love Story (korte film) - Pranks (korte film) - Princess Nicotine; or, The Smoke Fairy (USA, aka The Smoke Fairy) - The Prussian Spy (korte film) - The Red Man's View (USA, korte film) - The Renunciation (USA, korte film) - The Restoration (korte film) - Resurrection (USA, korte film) - The Road to the Heart (korte film) - The Roue's Heart (korte film) - A Rude Hostess (USA, korte film) - A Rural Elopement (USA, korte film) - The Sacrifice (korte film) - The Salvation Army Lass (korte film) - Schneider's Anti-Noise Crusade (korte film) - The Sealed Room (USA, korte film) - The Seventh Day (USA, korte film) - The Slave (USA, korte film) - The Son's Return (USA, boekverfilming, korte film) - A Sound Sleeper (USA, korte film) - A Strange Meeting (USA, korte film) - The Suicide Club (korte film) - Sweet and Twenty (USA, korte film) - A Sweet Revenge (USA, korte film) - Tender Hearts (korte film) - The Test (korte film) - They Would Elope (USA, korte film) - Those Awful Hats (USA, korte film) - Those Boys! (USA, korte film) - Through the Breakers (USA, korte film) - Tis an Ill Wind That Blows No Good (USA, korte film) - To Save Her Soul (USA, korte film) - Tragic Love (korte film) - A Trap for Santa Claus (USA, korte film) - The Trick That Failed (korte film) - A Troublesome Satchel (USA, korte film) - Trying to Get Arrested (USA, korte film) - Twin Brothers (korte film) - Two Memories (USA, korte film) - Two Women and a Man (korte film) - The Violin Maker of Cremona (USA, korte film) - The Voice of the Violin (korte film) - Wanted, a Child (korte film) - Was Justice Served? (korte film) - The Way of Man (USA, korte film) - The Welcome Burglar (korte film) - What Drink Did (korte film) - What's Your Hurry? (USA, korte film) - The Winning Coat (korte film) - With Her Card (korte film) - The Wooden Leg (korte film) - A Wreath in Time (USA, korte film) |

## Geboren
| Datum                | Naam                  | Beroep                                    |
| -------------------- | --------------------- | ----------------------------------------- |
| 1 januari († 1992)   | Dana Andrews          | Acteur                                    |
| 3 januari († 2000)   | Victor Borge          | Muzikant / Acteur                         |
| 8 januari († 1999)   | Willy Millowitsch     | Acteur                                    |
| 15 januari († 1973)  | Gene Krupa            | Muzikant / Acteur                         |
| 22 januari († 2001)  | Ann Sothern           | Actrice                                   |
| 9 februari († 1955)  | Carmen Miranda        | Zangeres / Actrice                        |
| 9 februari († 1986)  | Heather Angel         | Actrice                                   |
| 11 februari († 1959) | Max Baer              | Bokser / Acteur                           |
| 11 februari († 1993) | Joseph L. Mankiewicz  | Regisseur / Scenarioschrijver / Producent |
| 16 februari († 1995) | Jeffrey Lynn          | Acteur                                    |
| 19 maart († 1995)    | Louis Hayward         | Acteur                                    |
| 26 maart († 1971)    | Chips Rafferty        | Acteur                                    |
| 29 april († 1994)    | Tom Ewell             | Acteur                                    |
| 15 mei († 1984)      | James Mason           | Acteur                                    |
| 30 mei († 1986)      | Benny Goodman         | Muzikant / Acteur                         |
| 7 juni († 1994)      | Jessica Tandy         | Actrice                                   |
| 14 juni († 1995)     | Burl Ives             | Acteur                                    |
| 20 juni († 1959)     | Errol Flynn           | Acteur                                    |
| 1 juli († 1981)      | Madge Evans           | Actrice                                   |
| 12 juli († 1993)     | Curly Joe DeRita      | Acteur                                    |
| 18 augustus († 1996) | Marcel Carné          | Regisseur                                 |
| 25 augustus († 1993) | Ruby Keeler           | Zangeres / Actrice                        |
| 25 augustus († 1971) | Michael Rennie        | Acteur                                    |
| 7 september († 2003) | Elia Kazan            | Regisseur                                 |
| 9 oktober († 1982)   | Jacques Tati          | Acteur / Regisseur / Scenarioschrijver    |
| 11 november († 1973) | Robert Ryan           | Acteur                                    |
| 26 november († 2004) | Frances Dee           | Actrice                                   |
| 9 december († 2000)  | Douglas Fairbanks jr. | Acteur                                    |
| 12 december († 2003) | Karen Morley          | Actrice                                   |
| 20 december († 1930) | Diane Ellis           | Actrice                                   |

1870-1879 · 1880-1889 · 1890 · 1891 · 1892 · 1893 · 1894 · 1895 · 1896 · 1897 · 1898 · 1899 · 1900 · 1901 · 1902 · 1903 · 1904 · 1905 · 1906 · 1907 · 1908 · 1909 · 1910 · 1911 · 1912 · 1913 · 1914 · 1915 · 1916 · 1917 · 1918 · 1919 · 1920 · 1921 · 1922 · 1923 · 1924 · 1925 · 1926 · 1927 · 1928 · 1929 · 1930 · 1931 · 1932 · 1933 · 1934 · 1935 · 1936 · 1937 · 1938 · 1939 · 1940 · 1941 · 1942 · 1943 · 1944 · 1945 · 1946 · 1947 · 1948 · 1949 · 1950 · 1951 · 1952 · 1953 · 1954 · 1955 · 1956 · 1957 · 1958 · 1959 · 1960 · 1961 · 1962 · 1963 · 1964 · 1965 · 1966 · 1967 · 1968 · 1969 · 1970 · 1971 · 1972 · 1973 · 1974 · 1975 · 1976 · 1977 · 1978 · 1979 · 1980 · 1981 · 1982 · 1983 · 1984 · 1985 · 1986 · 1987 · 1988 · 1989 · 1990 · 1991 · 1992 · 1993 · 1994 · 1995 · 1996 · 1997 · 1998 · 1999 · 2000 · 2001 · 2002 · 2003 · 2004 · 2005 · 2006 · 2007 · 2008 · 2009 · 2010 · 2011 · 2012 · 2013 · 2014 · 2015 · 2016 · 2017 · 2018 · 2019 · 2020 · 2021 · 2022 · 2023 · 2024 · 2025